# Improvvisamente l'inverno scorso
Improvvisamente l'inverno scorso è un documentario autobiografico del 2008 scritto, diretto e interpretato da Gustav Hofer e Luca Ragazzi.

## Trama

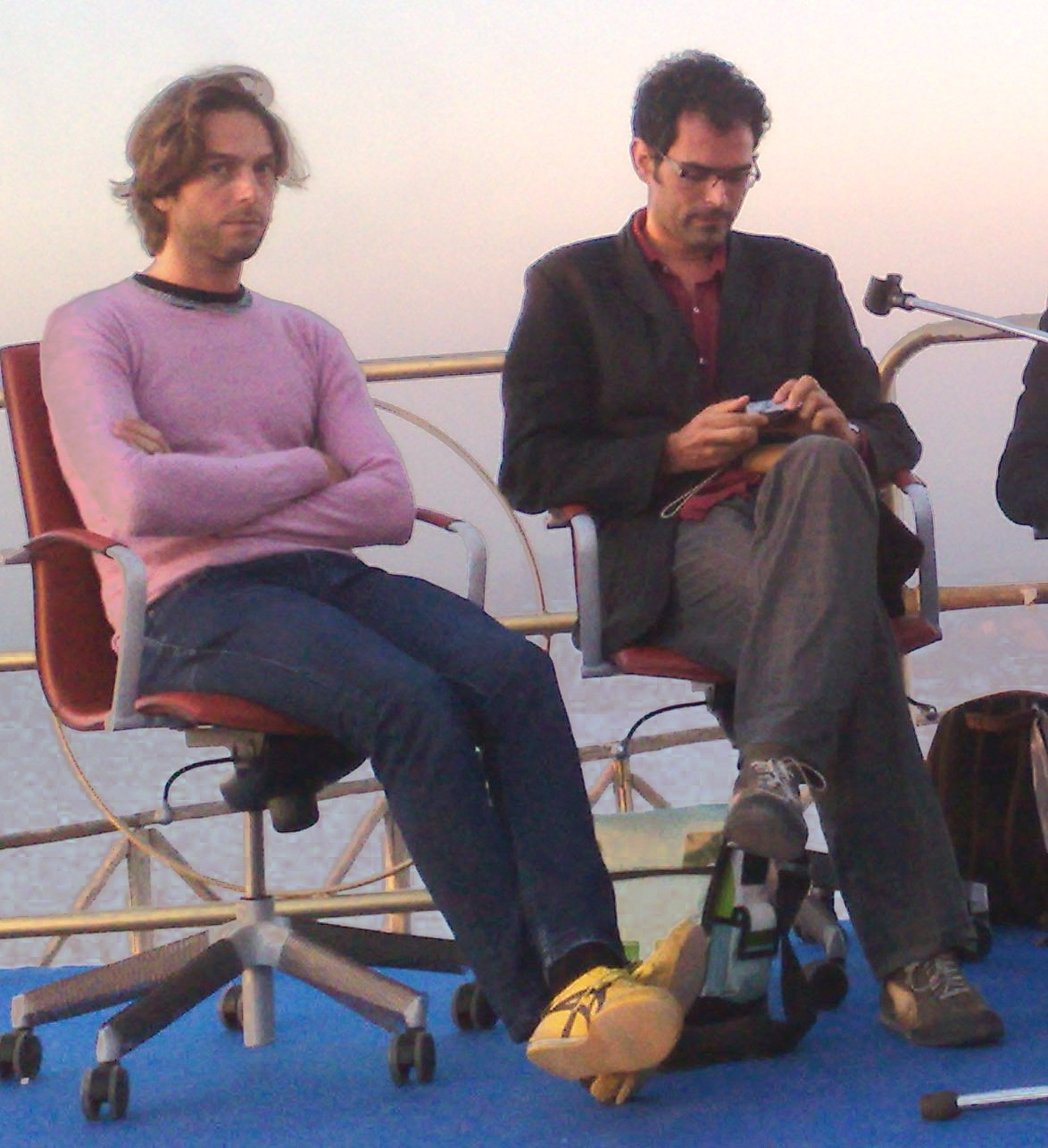
Gustav Hofer e Luca Ragazzi

Luca e Gustav sono una coppia di giornalisti, e vivono serenamente a Roma.
La loro vita quotidiana viene sconvolta quando, nel febbraio 2007, i ministri Barbara Pollastrini (Pari Opportunità) e Rosy Bindi (Famiglia) del secondo governo Prodi propongono una legge sulle unioni di fatto (i cosiddetti DICO). Il tema viene dibattuto dall'opinione pubblica e nei media, fino al prevalere di una visione culturale e politica collimante, in parte, con idee di tipo omofobico che rallenta l'iter del disegno di legge, fino ad impedirne l'approvazione.
Luca e Gustav, gay dichiarati, si trovano a confrontarsi con una realtà a loro fino ad allora estranea, e a cercare di comprenderla.
Le polemiche, gli interventi ed i commenti dei politici (tra cui Cesare Salvi, Rocco Buttiglione, Paola Binetti, Barbara Pollastrini, Franco Grillini), le reazioni della gente, le manifestazioni "in sostegno della famiglia", i talk show, i lavori parlamentari e gli interventi nei media vengono puntigliosamente registrati nel documentario, che ha ottenuto la menzione speciale al Festival internazionale del Cinema di Berlino (sezione Panorama).

## Riconoscimenti
- Festival internazionale del Cinema di Berlino
  - Premio della giuria Manfred Salzgeber (menzione speciale)
- TLVfest di Tel Aviv
  - Miglior documentario
- Idemfestival di Cordoba 
  - Miglior documentario
- Festival Internazionale di Bolzano
  - Miglior documentario
- Nastri d'argento 2009
  - Miglior documentario
- VIII Edizione del Festival di cinema Lésbico, Gay, Bisexual y Transexual di Quito
  - Miglior documentario

## Libri correlati
Nel 2009 esce per Ponte alle Grazie Improvvisamente l'Inverno Scorso. DVD. Con Libro di Gustav Hofer e Luca Ragazzi.